# Medalla del Mutilat
La Medalla del Mutilat per la Pàtria va ser una condecoració espanyola creada en 1938 per recompensar a aquells militars que, a causa de les ferides de guerra, haguessin perdut algun membre del seu cos o la seva utilitat. Va ser regulada per dos decrets:
- Decret de 5 d'abril de 1938 (BOE. Núm. 540) i definició de 10 de juny següent (BOE. Núm. 598); va consistir en un escut de plata oxidada amb fons d'esmalt blau sobre el qual va un aspa i les paraules «Franco» i «18 de juliol de 1936», en l'exerg «Mutilat de Guerra per la Pàtria», al dors l'Escut Nacional. La cinta va ser groga amb dues llistes verdes i el passador, massís, portava gravat el lloc i la data de l'acció que va donar lloc a la concessió de la medalla.
- Reglament d'1 d'abril de 1977 (BOE. núm. 96). En l'art. 125 es va establir que aquesta recompensa fos igual a la descrita en el Reglament de 5 d'abril de 1938. La de Mutilat en Acte de Servei per la Pàtria la descrivia com l'anterior amb fons i cinta verdes i aquest títol en l'exerg. L'art. 130 es va determinar que els que no aconseguissin el grau de mutilació requerit per a la concessió de la Medalla podrien ostentar un escut de la mateixa forma que els descrits. Els dissenys van aparèixer en la OC. de 10 de juny de 1980 (DO. núm. 161) únicament incloïa la inscripció que la situada en l'exerg i amb el revers llis.

## Derogació
La medalla de Mutilat per la Pàtria va ser derogada per la disposició addicional primera de la Llei 17/1989, de 19 de juliol, Reguladora del Règim del Personal Militar Professional, que va suposar la desaparició d'aquesta recompensa després de 51 anys d'existència.

## Insígnies i passadors
| Insígnies i Passadors (Reglament d'1 d'abril de 1977)                      |                                                                                 |
|                                                                            |                                                                                 |
| Medalla del Mutilat de Guerra per la Pàtria (Concedida en Temps de Guerra) | Medalla del Mutilat en Acte de Servei per la Pàtria (Concedida en Temps de Pau) |